# The Joan Davis Show
The Joan Davis Show (tytuł stosowany w niektórych przypadkach konkretnie, a w innych ogólnie) – amerykańska seria antologicznych programów radiowych o charakterze komediowym, z których niektóre miały inne, odrębne tytuły, jak wskazano poniżej.  Występowała w nich komiczka Joan Davis. Wszystkie programy, z wyjątkiem jednej wersji (nadawanej w NBC od 1943 do 1945 jako The Sealtest Village Store), były emitowane na antenie CBS Radio w latach 1945–1949.

## Historia

### The Sealtest Village Store(1943–1945)
Dołączenie aktora i piosenkarza Rudy’ego Vallée do amerykańskiej straży przybrzeżnej (USCG) podczas II wojny światowej pozostawiło firmę Sealtest Dairy bez gwiazdy w sponsorowanym przez nią słuchowisku The Rudy Vallee Show. Podjęto decyzję o odnowieniu programu i przemianowaniu go na The Sealtest Village Store. Joan Davis zaangażowano na członkinię obsady i główną gwiazdę nowego programu – począwszy od listopada 1941 regularnie występowała w The Rudy Vallee Show, wcielając się w oszalałą na punkcie mężczyzn kobietę, której życiowym celem było zdobycie serca Vallee. The Sealtest Village Store zadebiutował 8 lipca 1943 na antenie NBC. Bohaterka była właścicielką tytułowego sklepu, „goniącą mężczyzn i tęskniącą za stałym kochankiem”. „Radio Life” pisał, że zagrała „opuszczoną, zrozpaczoną kobietę, całkowicie pozbawioną blasku i uroku, jak jajko sadzone na zimno”.
Jack Haley dołączył do obsady w roli pomocnika Davis (spekulowano, że urzędnicy z NBC mieli wątpliwości co do tego, czy gwiazda żeńska może odnieść sukces jako jedyna główna bohaterka programu). David C. Tucker, w swojej biografii Davis, opisał program jako „zwycięzcę rankingów NBC w latach 1943–1945”. Muzyczne obowiązki po odejściu Vallée przejął piosenkarz David Street.
Davis dała się poznać jako wyrazista postać zarówno za kulisami, jak i na antenie. Jej nieporozumienia z producentem Tomem McAvitym – dotyczące rozbieżności w kwestii tego, co było najlepsze dla programu – doprowadziły do opuszczenia audycji przez McAvity’ego (jego miejsce zajął Robert Redd).
Kiedy zbliżał się koniec kontraktu Davis ze sponsorem, jej agenci skontaktowali się z innymi potencjalnymi sponsorami, co nie spodobało się urzędnikom z firmy Sealtest (postępowanie to było sprzeczne ze zwyczajem radiowym i nie pozwoliło pożegnać się Davis ze słuchaczami jej ostatniej audycji w The Sealtest Village Store z 28 czerwca 1945).  Davis odpierała zarzuty sponsora o nielojalność, przypominając kierownictwu firmy, że rok wcześniej wolała pozostać w Sealtest, niż przyjąć znacznie korzystniejszą finansowo ofertę od American Tobacco Company.

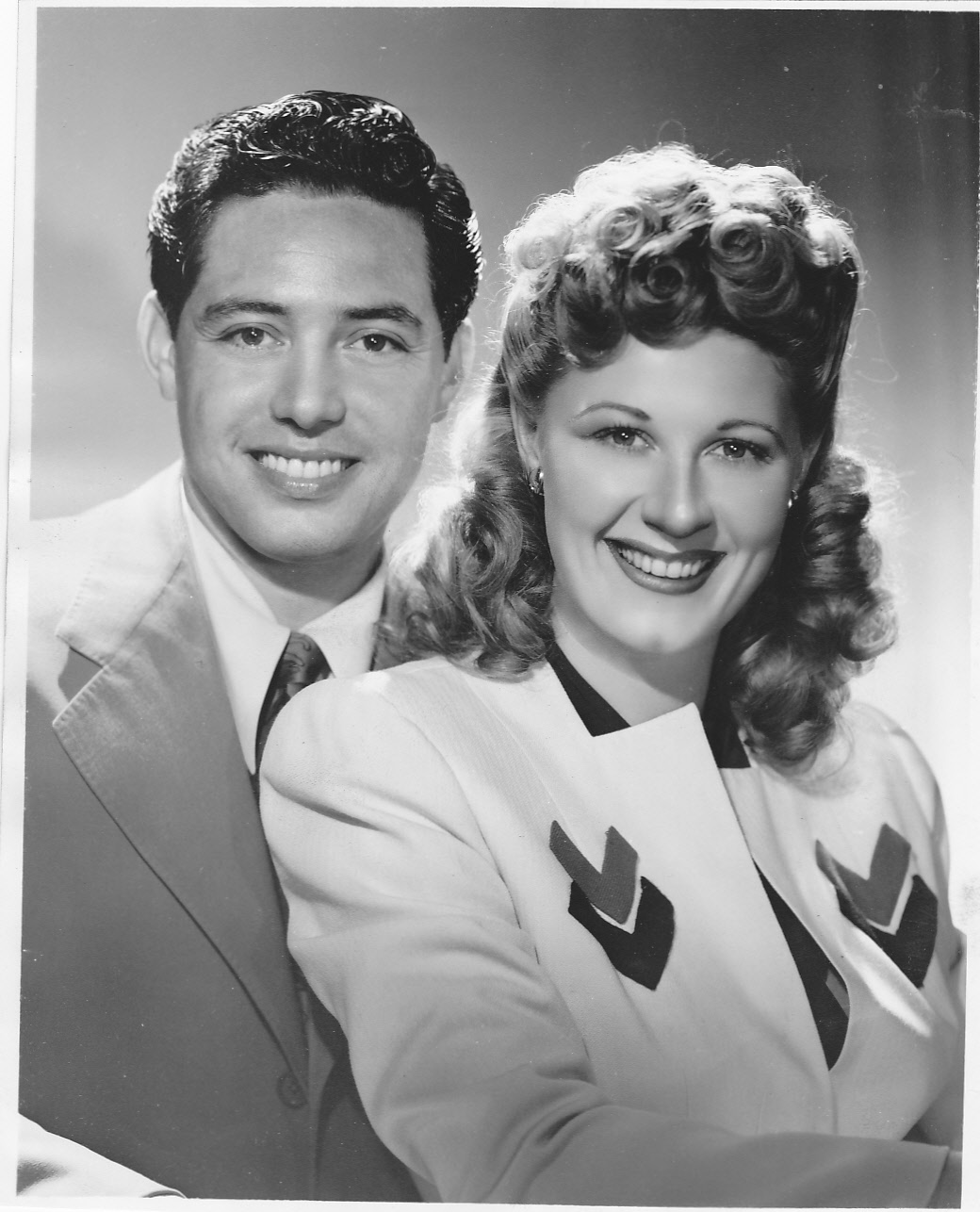
Russell i Davis na fotosie (1945)

Drugoplanową obsadę stanowili  Sharon Douglas, Shirley Mitchell i Verna Felton. Za oprawę muzyczną odpowiadali Fountainaires Quartet oraz Eddie Paul i jego orkiestra. Reżyserem był Robert L. Redd, a scenariusz przygotowywali Ray Singer i Dick Chevillat.

### The Joan Davis ShowlubJoanie’s Tea Room(1945–1947)
Opuściwszy The Sealtest Village Store Davis zainicjowała swój nowy program, który zadebiutował 3 września 1945 w CBS Radio. Słuchowisko – sponsorowane przez markę mydła Swan – zastąpiło The George Burns and Gracie Allen Show. Davis była właścicielką Joanie’s Tea Room, co zaowocowało użyciem tego wyrażenia jako alternatywnego tytułu. Ostatnia emisja odbyła się 23 czerwca 1947.
Podobnie jak jej postać z The Sealtest Village Store, w nowym programie Davis szukała romansu, zwłaszcza z piosenkarzem programu, Andym Russellem. Pogoń ta doprowadziła bohaterkę do konfliktu z Barbarą Weatherby, córką miejskiego bankiera. Zauważalną zmianą w porównaniu z poprzednim słuchowiskiem były gościnne występy kilku gwiazd, opierające się głównie na komedii sytuacyjnej.

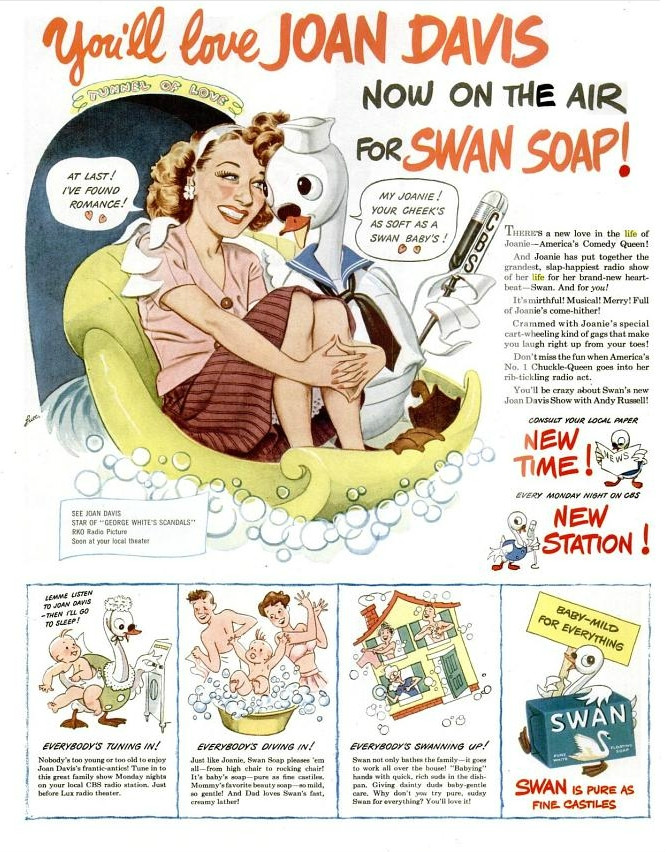
Reklama mydła Swan w programie radiowym Davis („Life”, 1945)

W obsadzie słuchowiska, prócz Davis, Russella i spikera Harry’ego von Zella, byli również Verna Felton (jako Rosella Hipperton III i kuzynka Cornelia), Shirley Mitchell i Sharon Douglas (w roli Barbary Weatherby), Si Wills (jako Serenus), Wally Brown (w roli samego siebie) oraz Ben Gage (jako doktor Ronald Crenshaw). Funkcję spikera sprawował Bob LeMond. Paul Weston, Jack Meakin i ich orkiestry zapewnili muzykę odpowiednio w pierwszym i drugim sezonie. Dave Titus, Dick Mack odpowiadali za produkcję i reżyserię, a scenariusz pisali Harry Crane, Larry Gelbart, Jack Harvey, Nat Linden, Herbert Little, Bob O’Brien, Joe Quillan, Jay Sommers, Si Wills i David Victor.

### Joan Davis Time(1947–1948)
Po tym, jak marka mydła Swan przedwcześnie zakończyła kontrakt z Davis (w połowie czteroletniego okresu), program Joan Davis Time zadebiutował 11 października 1947 jako poprawiona wersja Joanie’s Tea Room (Davis nadal była właścicielką herbaciarni). Słuchowisko skupiało się na „wysiłkach Joan zmierzających do poprawy swojego życia i znalezienia stałego chłopaka” – założenie to wzmocniła piosenka przewodnia „Nobody’s Sweetheart”. W programie dochodziło do humorystycznych incydentów i interakcji Davis ze stałymi klientami herbaciarni, a także z innymi osobami, które poznała.
Oprócz Davis głównymi bohaterami byli jej przyjaciółka Mabel (grana przez Sharon Douglas) i menedżer herbaciarni Lionel (w którego wcielał się Lionel Stander). Innymi stałymi bywalcami byli Hans Conried, Verna Felton oraz Andy Russell. The Choraleers odpowiadali za muzykę wokalną, a Lud Gluskin, John Rarig oraz Paul Weston przewodzili orkiestrom. Role spikerów pełnili Ben Gage, Bob LeMond i Harry von Zell, zaś produkcją zajmował się Dick Mack. Joan Davis Time emitowano do 3 lipca 1948.

### Leave It to Joan(1949)
Leave It to Joan zadebiutował w CBS 4 lipca 1949, jako letni zastępca przez pierwsze pół godziny Lux Radio Theatre i był nadawany do 22 sierpnia 1949  Davis wcielała się w sprzedawczynię w domu towarowym, która mieszkała z ojcem. Większość wątków rozwinęła się w wyniku jej interakcji z obsługą sklepu, a w każdym odcinku gościnnie występowała gwiazda.

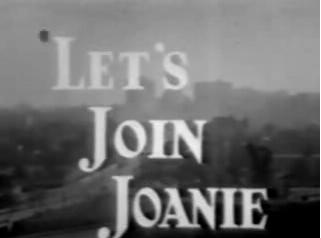
Kadr z odcinka Let’s Join Joanie (1951)

Shirley Mitchell grała Penny Prentiss, Andy Russell wcielał się w Toma Hinkle’a, Harry von Zell portretował Simona Hackadaya, Joseph Kearns grał ojca Davis. Spikerem był Ken Niles, a Lyn Murray przewodził orkiestrze. Sponsorem słuchowiska były cygara Roytan.
Leave It to Joan było podstawą nieudanego odcinka pilotującego Let’s Join Joanie, który wyemitowano 12 stycznia 1951 w CBS. W telewizyjnej wersji Davis wcieliła się w sprzedawczynię w sklepie  z kapeluszami.